# Paradactylaria elegans
Paradactylaria elegans är en svampart som beskrevs av Subram. & Sudha 1989. Paradactylaria elegans ingår i släktet Paradactylaria, divisionen sporsäcksvampar och riket svampar.   Inga underarter finns listade i Catalogue of Life.